# Saleierfluiter
De saleierfluiter (Pachycephala teysmanni) is een zangvogel uit de familie Pachycephalidae (dikkoppen en fluiters). Eerder werd deze vogel beschouwd als een ondersoort van de roestborstfluiter.  Deze vogel is genoemd naar zijn ontdekker, de Nederlandse botanicus Johannes Elias Teijsmann.

## Verspreiding en leefgebied
Deze soort komt voor op het eiland Selayar ten zuiden van Sulawesi.

## Status
De grootte van de populatie is niet gekwantificeerd maar de soort wordt omschreven als algemeen in geschikt habitat. Op de Rode lijst van de IUCN heeft deze soort de status niet bedreigd.